# 張德銘
張德銘（1938年11月1日—），中華民國（台灣）律師、政治人物，桃園平鎮人，曾任第二屆、第三屆監察委員。先此之前以無黨籍身份在台灣省第二選區（桃竹苗）當選為第一屆第三次增額立法委員。

## 早年生平
張德銘出生於今桃園市平鎮區。早年曾在大同中學初中部、成功中學高中部、國立台灣大學法律系司法組畢業，後任華南銀行業務員。
後来，張德銘在台北市杭州南路一段台大法學院旁開設一家律師事務所，陳淑暖（後来任民進黨宜蘭縣議員）與傅雲欽（後来任建國廣場負責人）曾在此擔任法律助理，林勤綱（後来任台北地檢署主任檢察官）曾在此擔任律師。
1972年，張德銘与林义雄、姚嘉文等青年律师在台北共同创办“平民法律服务中心”免费为贫民提供法律服务，姚嘉文任指导委员会主任。

## 參與民主運動
1977年縣市長選舉，参加桃园县县长选举的候选人有中国国民党籍候选人欧宪瑜、及遭開除黨籍的许信良。许信良的参选获得党外的支持，知名党外人士張德銘、黄玉娇、吕秀莲等人为其助选，林正杰、许国泰、林清松、邱垂贞等人也为其活动。1977年11月19日，中坜事件发生。張德銘為事件中被告偽證罪的邱奕彬擔任辯護律師，在該件官司敗訴後著有《公道何在》一書。
1978年，張德銘投入中央民意代表增额选举，於臺灣省第二選區競選立委。然而因發生美国同中华人民共和国建交而推迟，在此次选举中参加竞选的張德銘也不得不停止竞选活动。
1979年美麗島事件發生後，康宁祥紧急联络党外律师張德銘，为美丽岛事件的被告们组成了一个辩护律师团。受到張德銘通知的律師包括海商法律師陳水扁，最終陳水扁答應為黃信介辯護。日後陳水扁曾回憶1980年2月23日張德銘的那通電話，改變了他的一生。
1980年6月11日，國民黨政府宣布年底举办中央民意代表增额选举，幕後协调筹组“美丽岛事件辩护律师团”的张德铭角逐第三次增額立法委員選舉，當選立法委員。
1981年省市公职人员选举中，党外通过集体推荐制获得丰硕的选举战果。此後，作为党外主流领袖的康宁祥与同为立法委员的张德铭、黄煌雄讨论到党外应当拓展外交。1982年6月29日起，康宁祥、张德铭、黄煌雄、尤清应“北美洲台湾人教授协会”邀请，进行了为期40天的访问美国、日本之行，史称“党外四人行”。此行中，四人向美国方面提出，台湾前途由台湾人民决定，台湾应释放政治犯、开放党禁报禁、全面改选中央民意代表，美国要继续向台湾提供防御性武器。四人有关台湾人权的言论令台湾的国民党当局难堪，但要求美国确保台湾安全的言论又令国民党当局欣喜。这次访问在美国和中华人民共和国有关美国停止售台武器问题的谈判中，对美方起到一定影响。1982年8月7日，四人回到台湾。此行是首次有独立于国民党之外的高阶层台湾人政治领袖访问美国。但此行在党外未获普遍支持，特别是未获党外新生代支持，反而怀疑四人是为国民党做说客。
1982年5月中旬，党外立法委员为审查警备总部预算，指定警备总司令到席接受质询，但被警备总司令以军令、政令系统不同为由拒绝。这引起张德铭的不满，遂发动党外人士杯葛。但国民党在立法院出动足够人数以便表决，党外人士认为杯葛无法奏效，遂提出三个条件同国民党谈判，国民党立法委员党团书记长周慕文随即同意这三个条件，党外人士放弃杯葛。此後，许荣淑发行、林世煜主编的《深耕》杂志公开指责放弃杯葛是康宁祥“放水”，刊登王丽美、李敖、林世煜、张明雄（邱义仁）等人的“批康”文章，这掀起了历时三年多的党外杂志“批康运动”。该运动争论的焦点是党外运动的路线，其中也搀杂了权力之争、派系之争、个人恩怨等等。
1983年12月，在立法委员增额选举中，党外新生代吴乃仁、邱义仁、林世煜等通过《生根》杂志（即原《深耕》杂志）推出的“美丽岛系统连线”候选人获得大胜，而以康宁祥为首的党外主流系统遭遇惨败，“党外四人行”中的康宁祥、张德铭、黄煌雄均落选立法委员。
1985年，在县市长及省市议员选举前，党外的两个主要团体“党外编联会”（以新生代为主）、“党外公政会”（以公职人员组成）在新任公政会理事长尤清的调和下由互鬥转为合作，共同成立“1985年党外选举后援会”，推荐42位候选人，其中包括在台北市第四选区参选台北市议员的张德铭。1985年11月选举完成，张德铭在第四选区以最高票当选。
1986年2月间，台湾各地党外纷纷筹备设立公政会分会，受到国民党劝阻。1986年4月9日，蒋经国指示12位国民党中常委研议六大政治议题，其中也包括政党问题。1986年4月12日，康宁祥宣布正式向公政会提出设立分会申请，立即引发其他地区的党外人士跟进。4月26日，公政会举行大会，选出新任理事9人（尤清、游锡堃、林正杰、张德铭、林文郎、陈水扁、张俊雄、谢长廷、颜锦福）、监事3人（黄玉娇、康水木、周伯伦），并且宣布经理事会同意成立的公政会各分会。随後，公政会各分会的成立问题引发政潮，党外势力也因此再度陷入内斗。
1986年9月28日，全国党外后援会召开，游锡堃担任大会主席。第一项议案为尤清提出的组党议案，获大会鼓掌通过。当天下午，利用大会间隙召开新党发起人会，由费希平主持，朱高正突然在发起人会上提出今天宣布新党成立的主张，立即获得张贵木、张德铭、谢长廷等人同意，最终当天大会宣布民主进步党正式成立。
1986年11月10日，民進黨11位中常委在台北市元穠茶藝館選舉民進黨第一屆主席，費希平以一票之差敗給江鵬堅。康寧祥執意支持費希平競選黨主席，身為康寧祥「最好的兄弟」的張德銘難以忍受康寧祥此舉而在黨主席選舉中投廢票，結果是一直對創黨時機有所保留的江鵬堅當選民進黨第一屆主席。

## 事蹟
- 1979年美麗島事件發生後，張德銘積極奔走籌組律師團、參與軍法大審辯護。當時打電話遊說律師陳水扁出任辯護律師者即是張德銘。1983年立委選舉時陳水扁為張德銘站臺時即慷慨激昂表示：「沒有張德銘來找我為黃信介辯護，今天我沒有機會當上臺北市議員，為黨外民主運動繼續努力。」[17]:110日後陳水扁更回憶1980年2月23日張德銘的那通電話，改變了他的一生。[7]